# 旭ヶ岡公園 (鹿島市)

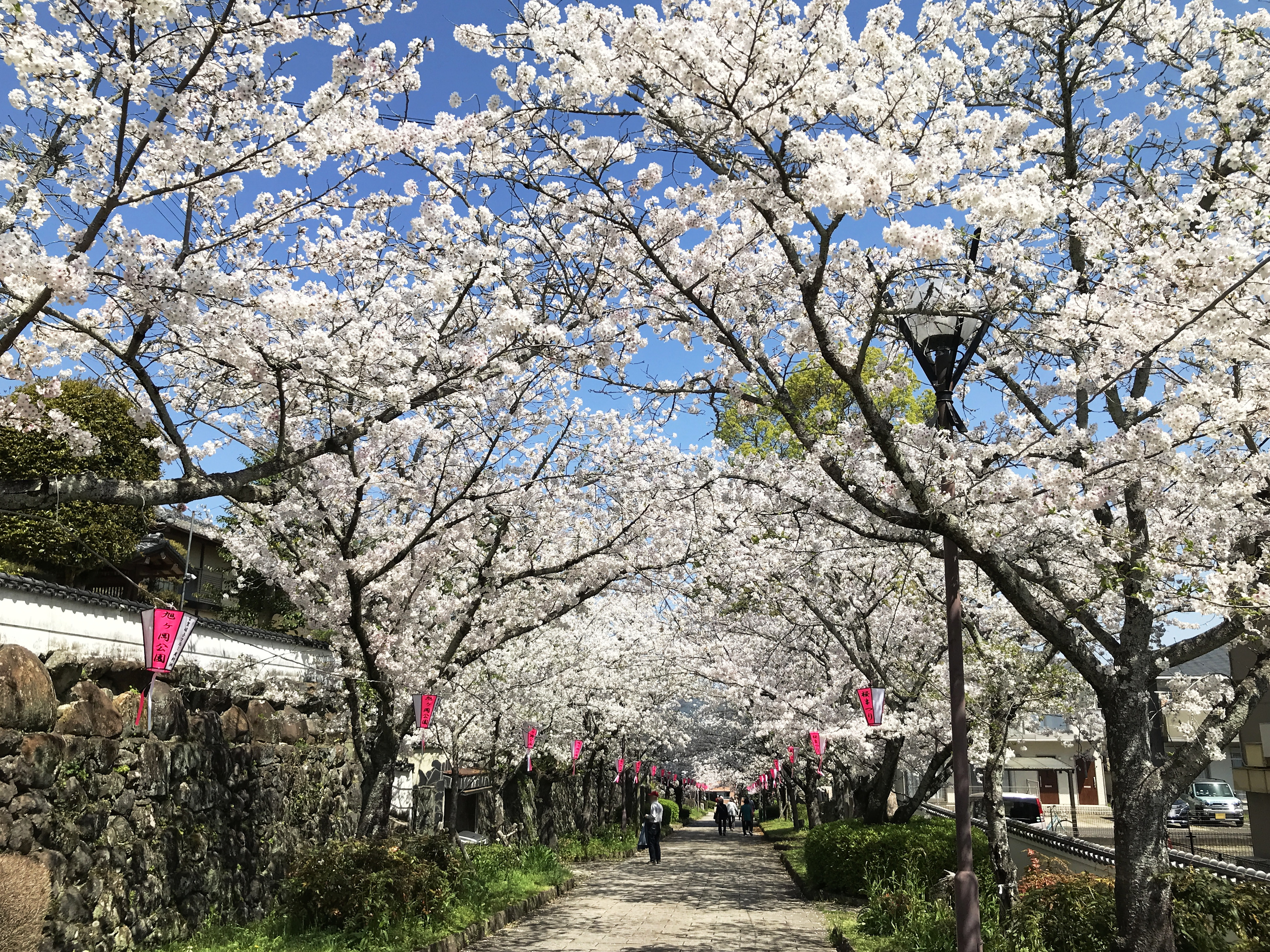
大手門と赤門の間の通りの桜並木

旭ヶ岡公園（あさひがおかこうえん）は、佐賀県鹿島市高津原に所在する都市公園。「一目五千本」と称される桜の名所。日本の歴史公園100選に選定されている。

## 歴史
肥前国鹿島藩第13代藩主鍋島直彬は、文久元年から2年（1861年 - 1862年）にかけて鹿島城域にある松陰神社境内の一角に桜を植樹、『衆楽園』と命名した。これが公園のはじまりとされる。衆楽園は毎年春に開放され、領民とともに観桜の宴が催されていた。
鹿島城の建物は1874年（明治7年）佐賀の乱の際に2つの門を残して焼失しているが、1887年（明治20年）にその残された大手門と赤門の間に桜を植え並木道が作られた。1914年（大正3年）には九州では初めて夜桜に電飾を付け照らし出す演出が行われ、著名となって花見客は一気に増加した。そのため松陰神社敷地だけでは狭くなり、赤門の東側に拡張して公園化、広場を設け桜をさらに植樹し1921年（大正10年）に「旭ヶ岡公園」と命名された。
公園の所在地はかつての鹿島城の領域で、現代の地区としては城内区、字としては旭に位置する。
公園には以下の石碑や銅像が建立されている。
- 鍋島直朝公追徳碑[3][6]
- 鍋島直彬公の像[3][6]
- 原忠順翁頌徳碑[3][6]
- 田澤義鋪之碑[3][6]
- 谷口藍田記恩の碑[6]
- 田中鐵三郎寿碑[6]
- 井原喜代太郎君頌徳碑[6]
- 愛野興一郎先生像[6]
- 衆楽園の碑（衆楽碑）[6]
- 弘文館跡の碑 - 鹿島藩校の記念碑[6]
- 旭ヶ岡相撲場碑[6]
- 「友よやすらかに」慰霊碑 - 1944年学徒動員時に犠牲となった鹿島高等女学校・鹿島立教女学校生徒10名の慰霊碑[6]。
- 県立鹿島中学校校歌碑[6]
- 招魂碑[6]
- 逆修碑[6]
- 芭蕉句碑[6]

2007年に日本の歴史公園100選に選定されている。

## 施設
公園内にある松陰神社（まつかげじんじゃ）は歴代の鹿島藩主を祀る神社。常広城内で寛永10年（1633年）初代の鍋島忠茂を祀ったのが起源とされ、鹿島城への移転と共に遷座し、後の1870年（明治3年）に社殿が拡張されている。境内社として楠社、祖霊社がある。
春には「一目五千本」と称される桜が咲き花見客が訪れる。正面口である大手門から屋敷表門である赤門までの鍵型に曲がったかつての登城路に沿い、桜並木が並ぶ。花見期間は夜のライトアップが行われ、出店が並ぶ。「桜樹保存会」が組織され毎年桜の植樹が行われているほか、隣接する鹿島高校出身者による記念植樹も目立つ。
道を挟んで隣接する形で鹿島市の街区公園である城内公園が整備され、遊具広場と駐車場が設けられている。
なお、佐賀県立鹿島高等学校の赤門学舎（旧来からの鹿島高校）および大手門学舎（旧佐賀県立鹿島実業高等学校）が隣接地にある。

## ギャラリー

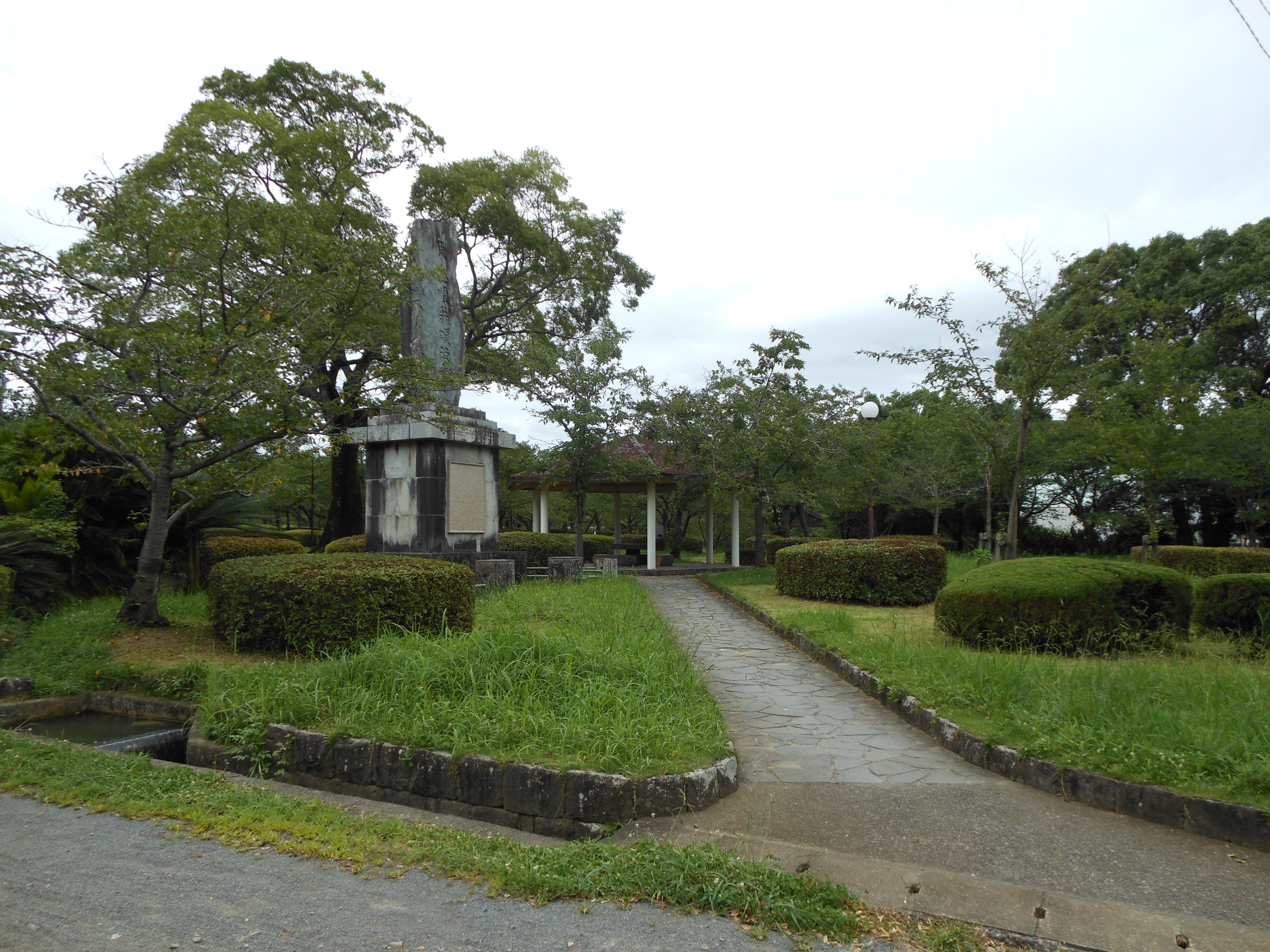
原忠順翁頌徳碑周辺
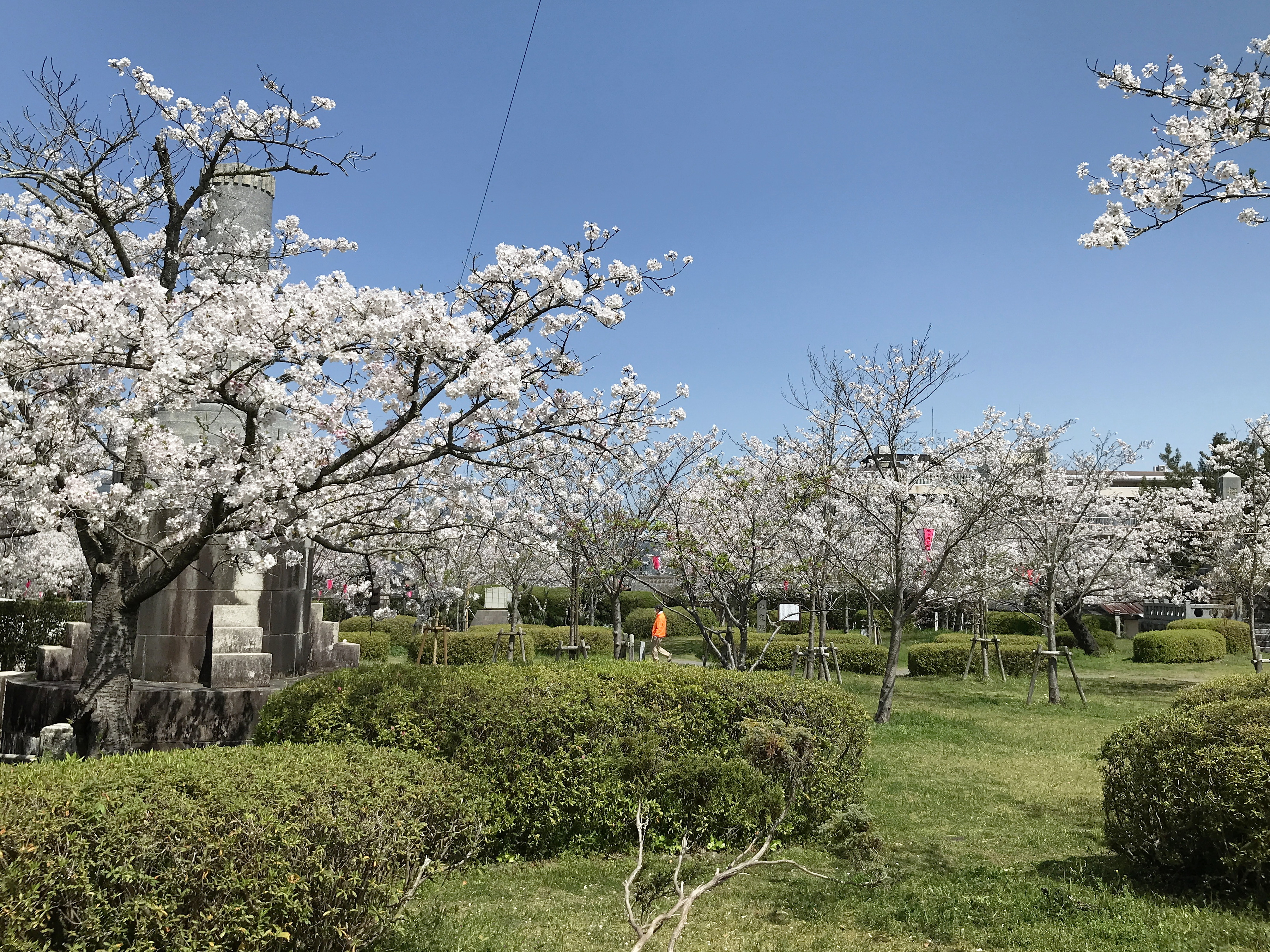
庭園の石碑群と桜
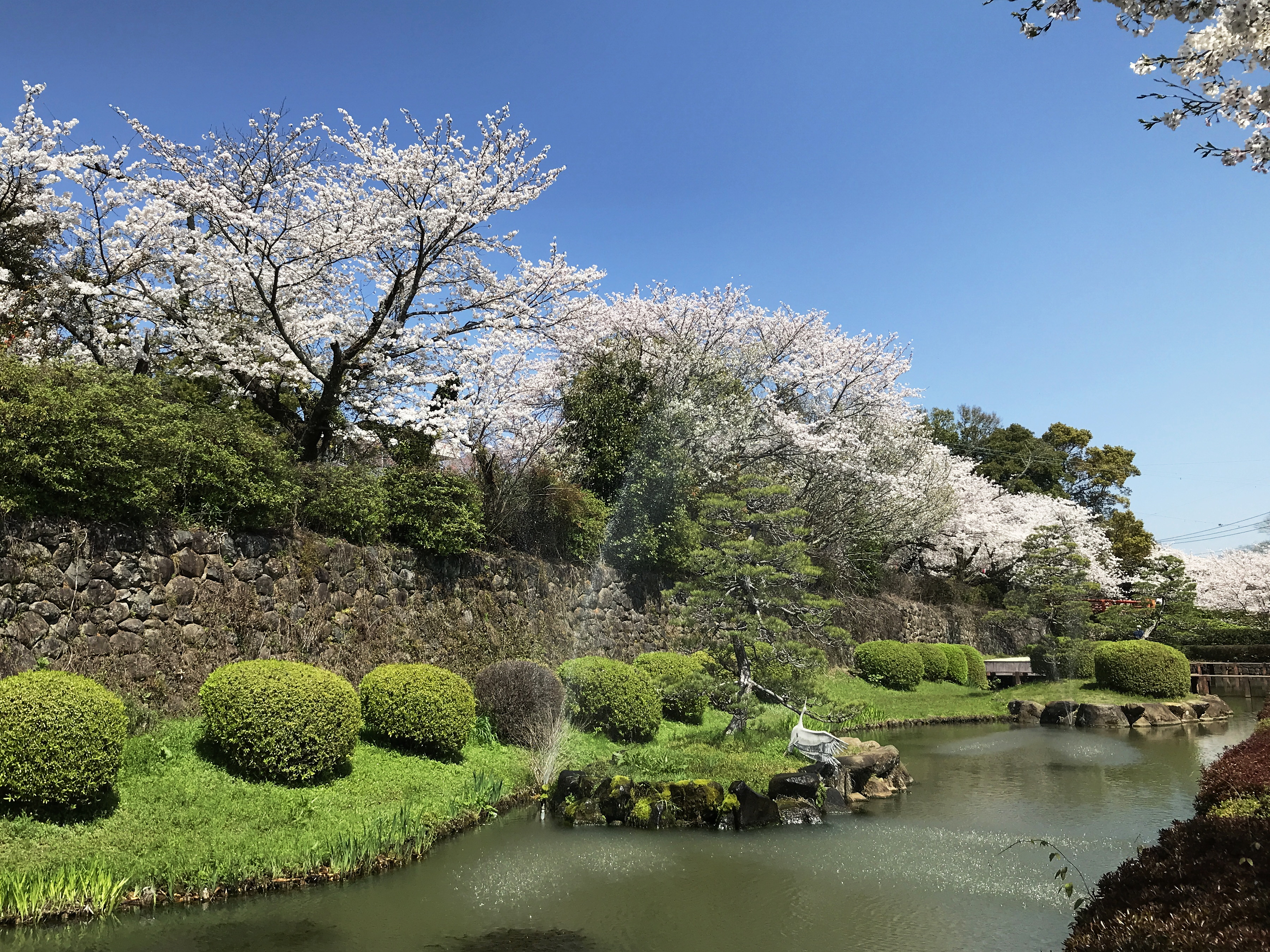
石垣と池
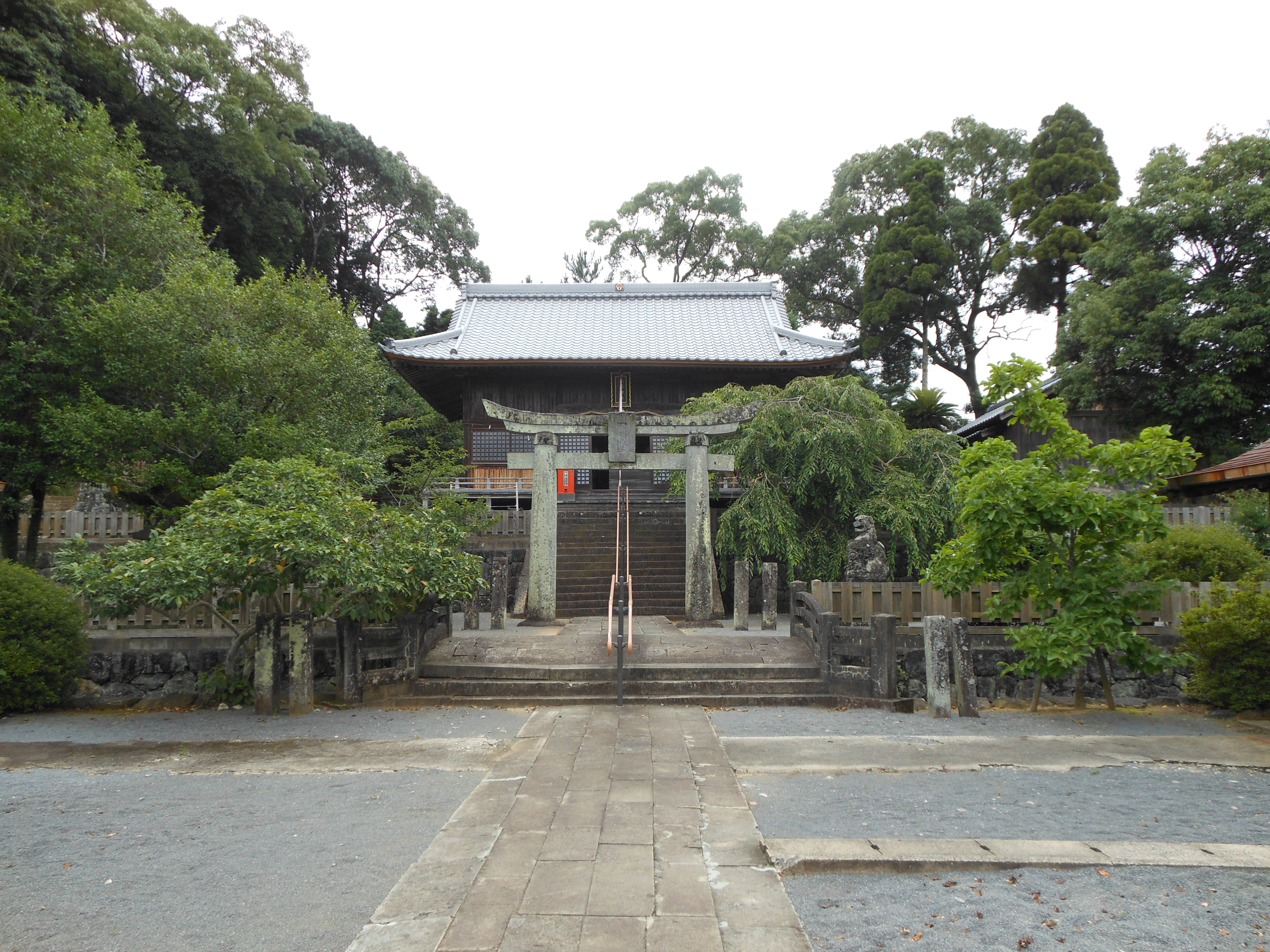
松陰神社
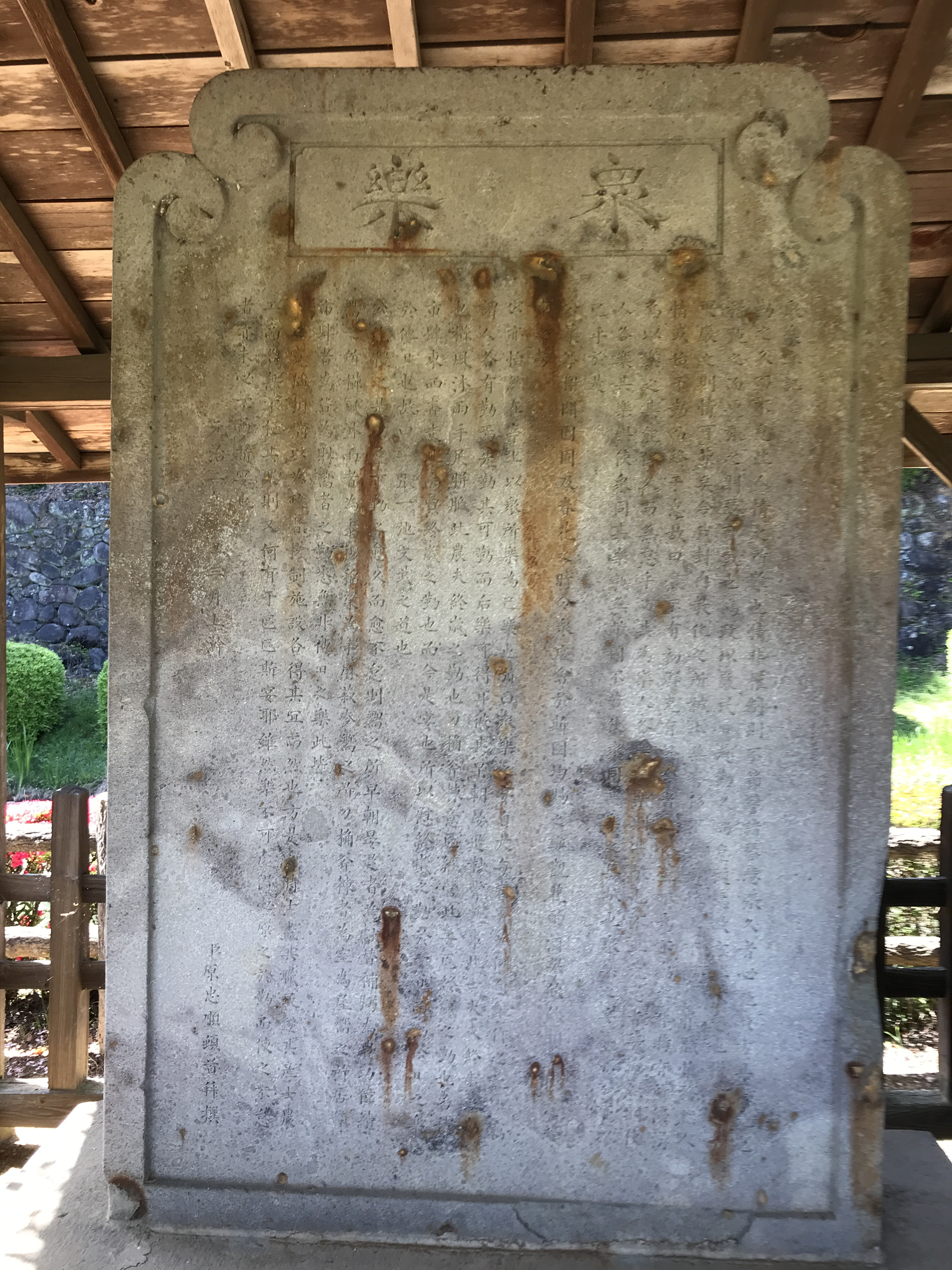
衆楽碑

## アクセス
長崎本線肥前鹿島駅から徒歩約10分。駐車場は10台と小規模だが、桜まつりの期間は臨時駐車場が設けられる。